# Cape Harcourt
Cape Harcourt är en udde i Sydgeorgien och Sydsandwichöarna (Storbritannien). Den ligger i den nordvästra delen av Sydgeorgien och Sydsandwichöarna.
Terrängen inåt land är huvudsakligen kuperad, men den allra närmaste omgivningen är platt. Havet är nära Cape Harcourt österut.  Trakten runt Cape Harcourt är nära nog obefolkad, med mindre än två invånare per kvadratkilometer. Det finns inga samhällen i närheten. 